# Курколь
Курко́ль (каз. Құркөл) — село у складі Аксуської міської адміністрації Павлодарської області Казахстану. Входить до складу сільського округу імені Мамаїта Омарова.
Населення — 593 особи (2021; 745 у 2009, 752 у 1999, 1145 у 1989).
Національний склад станом на 1989 рік:
- казахи — 100 %